# بری لکین
بری لکین (انگلیسی: Barry Lakin؛ زادهٔ ۱۹ سپتامبر ۱۹۷۳) بازیکن فوتبال اهل بریتانیا است.
از باشگاه‌هایی که در آن بازی کرده‌است می‌توان به باشگاه فوتبال هلسینکی، باشگاه فوتبال بورم‌وود، باشگاه فوتبال ولینگ یونایتد، باشگاه فوتبال چلمزفورد سیتی، باشگاه فوتبال هیبریج، باشگاه فوتبال دیل تاون، باشگاه فوتبال اریث و بلودر، باشگاه فوتبال مالدون و تیپتری، باشگاه فوتبال انفیلد ۱۸۹۳، و باشگاه فوتبال لیتون اورینت اشاره کرد.